# مطار كيهيدي
مطار كيهيدي هو مطار يخدم كيهيدي في موريتانيا، ولا يُشغل أي رحلات جوية تجارية.

## تجهيزات المطار
يتوفر مطار كيهيدي على مدرج معبد بطول 2500 متر وعرض 45 متر.